# Ramón Garay
Pour les articles homonymes, voir Garay.
Ramón Fernando y Garay Álvarez, connu comme Ramón Garay, né à Avilés le 27 janvier 1761 et mort Jaén en 8 janvier 1823 , est un compositeur espagnol de la période classique. Il est l'auteur de musique essentiellement religieuse et d'une dizaine de symphonies découvertes à la fin du XXe siècle.

## Biographie
Ramón Garay naît à Saburgo à Avilés (Asturias, dans le Nord de l'Espagne) le 27 janvier 1761. Il est baptisé en l'église de Saint-Thomas de Canterbury (es). Son père, musicien de profession, a sans doute assurer des premières leçons de solfège, chant et orgue. Garay fréquente ensuite la Collégiale Royale de Covadonga. Il est choriste dans la chorale du couvent de Merced. À 18 ans, il est chantre de la Chapelle de la cathédrale de Oviedo, psalmiste, puis organiste. Il reçoit des leçons d'orgue dès juillet 1783 de l'organiste précédent, Juan Andres Lombida, puis étudie l'harmonie et la composition avec le maître de chapelle aragonais, Joaquín Lázaro. Il vit en Asturies jusqu'à ses 24 ans.
Le 17 février 1785, Ramón Garay quitte Oviedo pour passer deux ans à Madrid, en tant qu'étudiant de l'organiste de salamanque José Lidón, qui est maître de la chapelle royale et directeur de l'orchestre de la comtesse de Benavente. Garay y découvre les œuvres de Haydn, qui influence ses symphonies.
Avec une certaine controverse, Ramon Garay est nommé maître de chapelle à la Cathédrale de Jaén (dans le Sud de l'Espagne), le 22 mai 1789. Il reste à ce poste pendant 36 ans. En 1792, il est également nommé recteur du Collège de San Eufrasio. Resté à Jaén jusqu'à sa mort, il effectue cependant quelques visites : en 1789 pour voir son père, en 1814 il est en convalescence après une maladie et en 1815, pour diriger l'orchestre de la Chapelle Royale, à la demande du roi Ferdinand VII.
Ses premières symphonies sont de la période entre 1790 et 1791. Dans certaines il utilise le style concertant. Comme dans la première des six, que le violoniste Ara Malikian, considère comme un véritable concerto pour violon et orchestre. Les quatre autres sont composées entre 1797 et 1817, avec deux clarinettes, comme chez Mozart. Comme beaucoup d'autres Compositeurs espagnols du XVIIIe siècle, la figure et l'œuvre de Ramón Garay est restée dans un oubli complet. Formé musicalement dans la Collégiale de Covadonga, où son père est organiste, et après un court séjour à Madrid où il a des contacts avec les milieux musicaux les plus avant-gardistes de la cour de la comtesse de Benavente Osuna, en 1785, il s'installe à Jaén pour occuper la place de maître de chapelle de la cathédrale qui avait gagné malgré une opposition contestée. Garay passe le reste de sa vie en Andalousie, entièrement consacrée à l'éducation, la gestion de l'administration de la musique liturgique et la composition. Parmi son vaste catalogue d'œuvres, parmi une prédominance presque absolue de la musique sacrée, on note un corpus de 10 symphonies écrites entre 1790 et 1817. Ce sont des pièces d'une grande beauté mélodique de facture classiques, structurée en quatre mouvements habituels (sauf pour symphonie no 3, qui n'est contient que trois). Leur découverte, par l'édition de Pedro Jimenez Cavallé, suivit par l'enregistrement de José Luis Temes sont une contribution importante à la culture espagnole et permettre sans aucun doute la découverte de nouveaux trésors musicaux encore cachés.
En 1815, est créé à Madrid son opéra allégorique "Concise Compendium de la révolution espagnole" qui a pour sujet la Guerre d'indépendance espagnole récemment achevée. Il a été représenté à Madrid le 8 décembre 2008 et en Asturies le 10 décembre, à l'occasion du bicentenaire de l'insurrection.
Ramón Garay est mort à Jaén (Andalousie, Espagne) le 8 janvier 1823 à soixante-et-un ans.

## Œuvres
- 10 Symphonies (1790-1791 et 1797-1817)

1. Symphonie no 1 en si bémol majeur, 1790
2. Symphonie no 2 en ré majeur, 1791
3. Symphonie no 3 en si bémol majeur avec violon, 1791
4. Symphonie no 4 en la majeur, 1791
5. Symphonie no 5 en do majeur con basson obligé, 1791
6. Symphonie no 6 en do majeur avec hautbois soliste, 1791
7. Symphonie no 7 en do majeur, 1797
8. Symphonie no 8 en do majeur, 1817
9. Symphonie no 9 en mi bémol majeur, 1817
10. Symphonie no 10 en si bémol majeur, 1817

- Compendio sucinto de la Revolución española, opéra en deux actes, Madrid, 1815
- Oratorio al Santísimo, a cuatro voces, hacia 1815[1]
- Messes
- Psaumes
- Vêpres
- Motets
- Laudes
- Respons de l'office
- Musique pour orgue (perdue)[2]

## Redécouverte de l'œuvre
La découverte récente du compositeur est due aux recherches de Raul Arias del Valle, archiviste de la cathédrale d'Oviedo, divulguées et développées par Justo Ureña, chroniqueur officiel de Avilés. Puis grâce aux travaux de Cavallé Pedro Jimenez, professeur de musique à l'Université de Jaén. En 1996, l'intégrale des symphonies de Ramón Garay est publiée par l'Institut des sciences de musique Complutense à Madrid (ICCMU). Le projet d'enregistrement des œuvres a été rendu possible par le parrainage de la Fondation BBVA publié en trois albums pour le label Verso en mars 2011 et présentés à Madrid. Les enregistrements des dix symphonies ont été effectuées par l'Orchestre de Córdoba sous la direction de Jose Luis Temes. Le style de Garay est compris entre la fin de la période baroque, le rococo et le classicisme en Espagne. 2011 était la célébration du 250e anniversaire de sa naissance
Toutes les symphonies ne sont pas connues, mais les œuvres ont été jouées par des orchestres tels que l'Orchestre baroque de Séville, la Comunidad de Madrid, l'Orchestre de chambre d'Israël, le Concerto Brandemburg de Berlin et La Grande Chapelle.
Les manuscrits sont conservés dans les archives de Jaén, Oviedo, Monasterio de San Lorenzo de El Escorial (Madrid) et ailleurs.

## Hommages
- La ville de Avilés lui a dédié une rue en 1985.
- En novembre 2012, le Conservatoire de musique de Jaén a été nommé « Conservatoire Ramon Garay ».